# Antônio Clemente Pinto Filho
Antônio Clemente Pinto Filho, primeiro barão, visconde e Conde de São Clemente ComC • ComNSC (Rio de Janeiro, 15 de setembro de 1830 — Nova Friburgo, 21 de janeiro de 1898) foi um fazendeiro e negociante brasileiro, veador da imperatriz Teresa Cristina de Bourbon-Duas Sicílias, tendo exercido funções na diretoria de algumas instituições públicas e no Paço.

## Biografia
Filho de Antônio Clemente Pinto, primeiro barão de Nova Friburgo, e de Laura Clementina da Silva; era irmão de Bernardo Clemente Pinto Sobrinho, conde de Nova Friburgo. Casou-se com Maria José Rodrigues Fernandes Chaves, filha do barão de Quaraim, em 27 de abril de 1859. Sua esposa, Maria José Rodrigues Fernandes Chaves, era ainda sobrinha de Antônio Rodrigues Fernandes Braga, irmã de Alzira Rodrigues Fernandes Chaves, esposa do visconde de Santa Vitória; prima-irmã de Cecília Fernandes Braga, esposa do conde de Nioaque; e de Ana Joaquina Fernandes Braga, esposa do 2.º barão de Andaraí.
Foi diretor da Caixa Econômica e Monte de Socorro. Após o falecimento dos pais, vendeu o prédio que viria a ser chamado de Palácio do Catete, para um grupo de investidores, que fundou a Companhia Grande Hotel Internacional, transformando o palácio em um hotel de luxo que durou pouco tempo.
Moço fidalgo da casa imperial, foi agraciado grande dignitário da Imperial Ordem da Rosa e comendador da Imperial Ordem de Cristo, da Ordem de Cristo e da Ordem de Nossa Senhora da Conceição de Vila Viçosa, entre outras.